# منطقه زیتنی

ایستگاه راه‌آهن وینتیان

زِیتِنی (به انگلیسی:Xaythany) ناحیه‌ای در استان وینتیان ، در کشور لائوس است.  
یک فرودگاه جدید در اینجا ساخته خواهد شد تا امکان اتصال این منطقه را به دیگر نقاط جهان افزایش دهد و جایگزین فرودگاه بین‌المللی واتایی فعلی در منطقه Sikhottabong شود.
این شهر همچنین دارای یک ورزشگاه چند منظوره می‌باشد.